# Lori à gorge rouge
Vini amabilis
Espèce
Statut de conservation UICN

 CR C2a(i,ii);D : 
En danger critique
Statut CITES
Le Lori à gorge rouge (Vini amabilis) est une espèce d'oiseaux appartenant à la famille des Psittacidae.
Cet oiseau est endémique des Fidji : Viti Levu, Vanua Levu, Ovalau et Taveuni.

## Taxinomie
Le nom de l'espèce est sujet à discussion car Ramsay et Layard ont publié une description de cette espèce à peu près au même moment (1875), respectivement sous les noms de Charmosyna amabilis et Charmosyna aureicincta. Après avoir donné la priorité à C. aureicincta, suivant en cela Howard & Moore (erratum 2.1, 2009), le Congrès ornithologique international (classification version 3.5, 2013) revient à C. amabilis, suivant un revirement de Howard & Moore (4e édition, 2013).